# Síntese de Feist-Benary
A síntese de Feist-Benary é uma reação orgânica entre α-halogeno cetonas e compostos β-dicarbonila a compostos de furano substituídos. Esta reação de condensação é catalisada por aminas tais como amônia e piridina. A primeira etapa na síntese do anel é relacionada à condensação de Knoevenagel. Na segunda etapa o enolato substitui um halogeno alquila em uma Substituição nucleofílica aromática.

Síntese de Feist-Benary.

Uma recente modificação é a enantioseletiva reação de Feist-Benary interrompida com um auxiliar quiral baseado em uma quinina alcalóide da planta Cinchona baseado presença de esponja de prótons ao hidroxidihidrofurano. Este tipo de alcalóides é também usado em síntese assimétrica na AD-mix. O alcalóide é protonado toda a reação e transfere a sua quiralidade por interação do hidrogênio ácido do amônio com o grupo dicarbonilo do bromopiruvato de etila em um estado de transição de 5 membros.

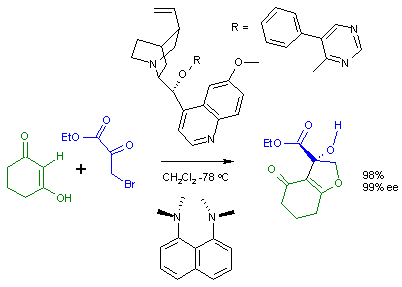
Reação de Feist-Benary interrompida.